# Une femme de cœur
Une femme de cœur (Im Tal der wilden Rosen) est un téléfilm allemand réalisé par Oliver Dommenget et diffusé en 2006.

## Fiche technique
- Réalisation : Oliver Dommenget
- Scénario : Barbara Engelke
- Musique : Hans Günter Wagener
- Durée : 86 min
- Pays :  Allemagne

## Distribution
- Sonsee Neu : Grace Scott
- Hardy Krüger Jr. : Jeremy
- Andreas Brucker : Henry
- Gerlinde Locker : Betty
- Stefan Gubser : William
- Anne Brendler : Margret
- Sylvia Leifheit : Caroline
- Kim-Sarah Brandts : Melly